# Mota Lava
Mota Lava, auch Motalava, ist eine Insel der Banks-Inseln im Norden des pazifischen Inselstaates Vanuatu.
Sie liegt nordöstlich von Vanua Lava und zählt wie diese zur vanuatuischen Provinz Torba. Mota Lava ist bewohnt und verfügt sogar über ein kleines Flugfeld. Die 24 km² große Insel besteht aus mindestens fünf basaltischen Schichtvulkanen sowie zwei Pyroklastischen Kegeln und erreicht eine Höhe von 411 m über dem Meer. 
Knapp 300 Meter vor der Südwestküste liegt die ebenfalls bewohnte Nebeninsel Ra. Ra und Mota Lava werden von einem gemeinsamen Korallenriff umgeben.